# Kevatta Sutta
Le Kevaṭṭa Sutta (pali; « discours à Kvatta ») est un texte bouddhique, le onzième sutta du Silakkhandha Vagga, première des trois parties du Digha Nikaya. Il tire son nom du maître de maison Kevatta, qui invite le Bouddha Shakyamuni à lui montrer ses nombreux pouvoirs et sa supériorité spirituelle. La scène se passe à Nâlandâ.

## Contenu
Le sûtra débute par une demande de Kevatta : il aimerait que le Bouddha ordonne à un moine d'accomplir un miracle, dans le but d'inspirer la confiance parmi les gens de Nâlandâ qui suivent les enseignements du Bouddha.
Le Bouddha répond qu'il y a trois sortes de miracle : celui des pouvoirs psychiques, celui de la télépathie et celui de l'instruction. Le premier consiste par exemple à démultiplier son corps, à passer à travers des objets solides, à marcher sur l'eau et à atteindre les cieux de Brahmâ. Le deuxième consiste à lire les pensées et les sentiments des gens.
Mais cela n'est rien face au prodige de l'éducation, qui permet de s'éveiller aux enseignements et d'entrer dans l'ordre monastique (sangha), d'observer la moralité (Śīla), de veiller aux cinq sens, d'avoir un esprit joyeux et en paix, d'atteindre les quatre absorptions méditatives et de connaître les quatre nobles vérités.

## Importance
Ce texte est important pour l'étude du bouddhisme car il constitue l'une des déclarations les plus claires dans les écritures de l'opposition du Bouddha à l'idée de pouvoir magique et de capacités surnaturelles comme meilleurs indicateurs de la vérité ou de la vertu,. En exposant cela, le Bouddha se démarque d'une grande partie des traditions religieuses populaires dérivées des Vedas qui se concentraient souvent sur l'acquisition de pouvoirs surnaturels comme une fin en soi, et comme un moyen de mesurer la valeur spirituelle.[réf. nécessaire]

#### Traductions
- (en) Dialogues of the Buddha  (trad. from the pali by T.W. Rhys Davids), Oxford, Oxford University Press, 1899 (réimpr. Delhi, D.K. Publishers, s.d.), xxxvii + 330 p. (lire en ligne), chap. XI (« Kevaddha sutta »), p. 276-284 (p. 272-275: Introduction)